# Mount Sinai
|  | No s'ha de confondre amb Mont Sinaí. |

Mount Sinai és una concentració de població designada pel cens dels Estats Units a l'estat de Nova York. Segons el cens del 2000 tenia 8.734 habitants.

## Demografia
Segons el cens del 2000, Mount Sinai tenia 8.734 habitants, 2.671 habitatges, i 2.283 famílies. La densitat de població era de 639,9 habitants per km².
Dels 2.671 habitatges en un 46,4% hi vivien nens de menys de 18 anys, en un 76,7% hi vivien parelles casades, en un 6,6% dones solteres, i en un 14,5% no eren unitats familiars. En l'11,8% dels habitatges hi vivien persones soles el 7% de les quals corresponia a persones de 65 anys o més que vivien soles. El nombre mitjà de persones vivint en cada habitatge era de 3,26 i el nombre mitjà de persones que vivien en cada família era de 3,54.
Per edats la població es repartia de la següent manera: un 30% tenia menys de 18 anys, un 7,2% entre 18 i 24, un 29% entre 25 i 44, un 24,8% de 45 a 60 i un 9% 65 anys o més.
L'edat mediana era de 36 anys. Per cada 100 dones de 18 o més anys hi havia 96 homes.
La renda mediana per habitatge era de 85.605 $ i la renda mediana per família de 89.636 $. Els homes tenien una renda mediana de 62.093 $ mentre que les dones 36.415 $. La renda per capita de la població era de 31.131 $. Entorn de l'1,8% de les famílies i el 3,6% de la població estaven per davall del llindar de pobresa.